# 空関数
空関数（くうかんすう、英: empty function）、あるいは空写像とは、数学における関数（写像）の一種で、定義域が空集合の関数をいう。任意の集合 {\displaystyle A} について、{\displaystyle A} を終域とする空関数
{\displaystyle \emptyset _{A}\colon \emptyset \to A}
は必ずちょうど1つ存在する。
空関数のグラフ（あるいは空関数そのもの）は、直積集合 {\displaystyle \emptyset \times A} の部分集合である。{\displaystyle \emptyset \times A} は空なので、その部分集合も空集合 {\displaystyle \emptyset } である。ここで定義域 {\displaystyle \emptyset } に属する全ての {\displaystyle x} に対して、{\displaystyle (x,y)\in \emptyset } となるような {\displaystyle y\in A} が一意に定まるので、 {\displaystyle \emptyset } は空関数のグラフ（あるいは空関数そのもの）である。実際には「定義域にはどんな {\displaystyle x} も存在しない」ので、これは空虚な真の一例である。
集合 I から集合 A への写像（関数）全体を AI 、その元を (ai) と書くとき、空写像（空関数）は I = ∅ = 0 における AI = A0 の元なので、これを ( ) と書くことがある。このとき A0 = {( )} となる。
空関数が定数関数の定義に含まれるかどうかを気にすることは少なく、その場その場で便利なように定義することが多い。しかし場合によっては空関数を定数関数の一種と考えない方がよく、値域を用いた定義が望ましい場合もある。これは、1を素数に含めないとか、空の位相空間を連結空間に含めないとか、自明群を単純群に含めないといったことと同列の考え方である。
空関数は単射であり、とくに終域 A も空集合のときは全単射である。
任意の集合 A について唯一の空関数が存在するということは、空集合が集合の圏の始対象 (initial object) であることを意味する。
値域を空集合とする空関数を考えることにより、基数あるいは順序数の冪の意味で 00 = 1 を示すことが出来る。詳細は0の0乗#集合論による導出を参照。